# Bad News Bears (2005)
Bad News Bears (Una pandilla de pelotas en España y Los osos de la mala suerte en Hispanoamérica) es una película  de  Estados Unidos dirigida por Richard Linklater en 2005, y protagonizada por Billy Bob Thornton, Marcia Gay Harden, Greg Kinnear, Sami Kane Kraft, Jeffrey Davies, Timmy Deters, Brandon Craggs.
Richard Linklater (Escuela de Rock, Antes del amanecer) dirige este homenaje a una irreverente comedia rodada en 1976, "Los picarones". Para dar vida a Buttermaker (interpretado en la versión antigua por Walter Matthau), Linklater eligió a Billy Bob Thornton (Bad Santa) debido a la imagen de antihéroe que se ha ganado en la cultura estadounidense. Nuevos personajes con guiños a los viejos y un ambiente más actual son lo único que distingue a este remake que, por lo demás, no toca en nada la estructura del original.

## Sinopsis
Morris Buttermaker es un exjugador profesional de béisbol que ahora dirige una empresa de control de plagas y se dedica a ligar con mujeres en los bares. Pero todo cambia cuando una mojigata abogada le convence para que entrene, a cambio de dinero, a los Bears, un equipo juvenil formado por auténticos ineptos y patosos. Buttermaker deberá encontrar la forma de motivar a estos inadaptados para que ganen a su peor rival, los Yankees y, ya de paso, venzan el orgullo de su insoportable entrenador.